# Vakulivka, Rozdilna
Vakulivka (în ucraineană Вакулівка) este un sat în comuna Rozdilna din raionul Rozdilna, regiunea Odesa, Ucraina.

## Demografie
Componența lingvistică a localității Vakulivka
     Ucraineană (93,93%)
     Rusă (4,73%)
     Română (1,19%)
     Alte limbi (0,15%)
Conform recensământului din 2001, majoritatea populației localității Vakulivka era vorbitoare de ucraineană (93,93%), existând în minoritate și vorbitori de rusă (4,73%) și română (1,19%).